# Giới hạn sinh thái

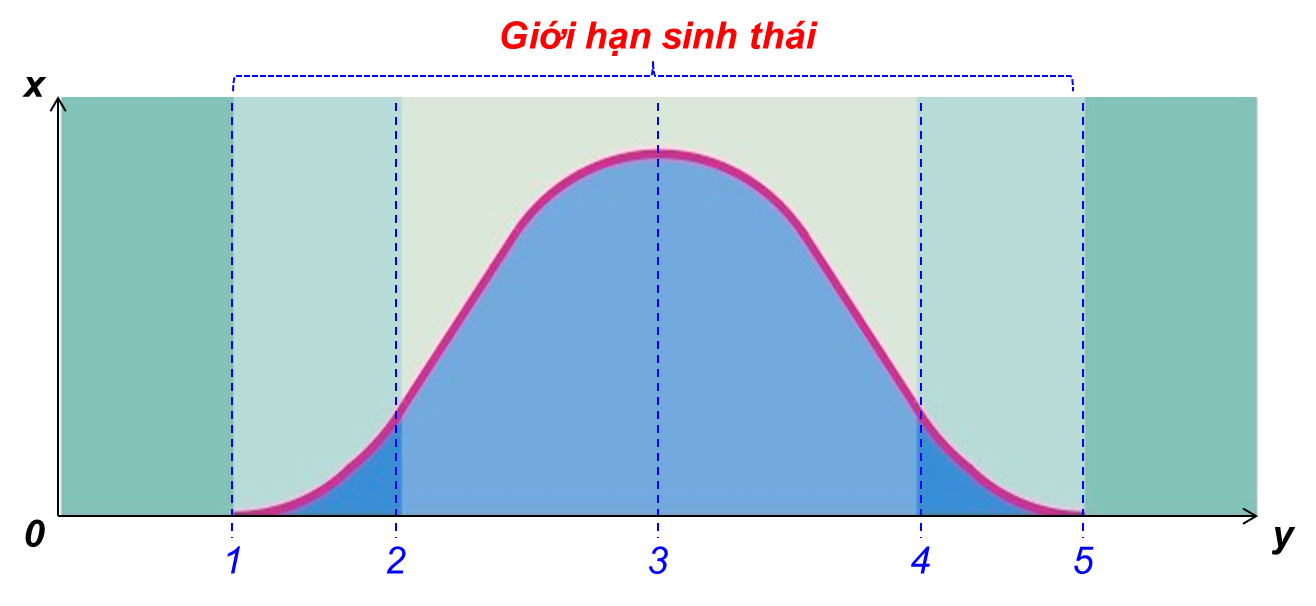
Đồ thị chung về giới hạn sinh thái của sinh vật.

Giới hạn sinh thái là khoảng giá trị của một nhân tố sinh thái mà sinh vật ở trong khoảng giá trị đó thì mới có thể tồn tại và phát triển.
Ví dụ: Cá rô phi ở Việt Nam chỉ có thể sống trong phạm vi nhiệt độ từ 5,6 °C là thấp nhất, đến nhiệt độ cao nhất là 42 °C. Ở ví dụ này, người ta nói: giới hạn sinh thái về nhiệt độ của loài cá này là 5,6 °C đến 42 °C. Người ta còn nói: loài cá này có giới hạn chịu đựng về nhiệt độ là 5,6 °C đến 42 °C.
Hình bên thể hiện tổng quát sự biến thiên về nhiệt độ môi trường tăng dần theo chiều từ trái sang phải của trục hoành (OY), còn mức độ thuận lợi cho sự sinh tồn và phát triển của sinh vật được biểu diễn ở trục tung (OX). Nếu nhiệt độ thấp dưới giá trị 1 làm sinh vật chết thì 1 gọi là "điểm gây chết" dưới; nếu nhiệt độ cao hơn giá trị 3 cũng làm sinh vật chết thì 5 gọi là "điểm gây chết" trên. Khoảng từ 1 - 5 gọi là giới hạn chịu đựng hay giới hạn sinh thái của sinh vật đó. Nếu nhiệt độ ở giá trị 3 là phù hợp nhất cho sinh vật, thì nó sống thuận lợi nhất nên gọi là "điểm cực thuận". Còn nhiệt độ trong khoảng 1-2 và 4-5 gọi là "khoảng chống chịu". Các nhân tố sinh thái khác (như nồng độ CO2, cường độ sáng,...) cũng tương tự.

## Từ nguyên, nội hàm & ngoại diện
- Đây là thuật ngữ trong sinh thái học mà các nhà khoa học Việt Nam đã phát triển và Việt hoá từ thuật ngữ "tolerance ranges of species"[6] (khoảng chịu đựng của loài)  trong quy luật Shelford (/ʃɛl fɔːd/) hay "principle of tolerance limits"[7] (nguyên tắc giới hạn chịu đựng) và "limiting factor" (yếu tố giới hạn) của thuật ngữ nước ngoài trong lĩnh vực sinh thái học.[1][2]
- Nói cách khác, với một nhân tố sinh thái thì mỗi sinh vật chỉ có khả năng chịu đựng được về mặt sinh học một "biên độ" biến đổi xác định của nhân tố sinh thái đó thì mới sống và phát triển. Vì thế, khái niệm này còn được gọi là giới hạn chịu đựng (Limits Of Tolerance)[7] hay khoảng chịu đựng.[3]

## Yếu tố giới hạn trong sinh thái học

Các yếu tố giới hạn trong hệ sinh thái: 1 = Loài chủ chốt. 2 = Vật săn mồi. 3 = Nguồn năng lượng. 4 = Khoảng trống ở sinh cảng. 5 = Nguồn thức ăn.

- Trong sinh thái học, yếu tố giới hạn (limiting factor) gồm tất cả các yếu tố hoặc đặc điểm của môi trường có thể hạn chế sự tăng trưởng, độ phong phú hoặc phân bố của một sinh vật hoặc quần thể sinh vật trong một hệ sinh thái.[8] Điều này đã được Justus Freiherr von Liebig đề cập đến trong một khái quát mà sinh thái học gọi là quy luật cực tiểu Liebig.
- Theo quy luật này, thì sự tăng trưởng được kiểm soát không phải bởi tổng số tài nguyên có sẵn, mà là bởi tài nguyên hiếm nhất.[9] Nói cách khác, một yếu tố sẽ là yếu tố giới hạn nếu sự thay đổi của nó gây thay đổi cho sự tăng trưởng, độ phong phú hoặc phân bố của sinh vật, còn các yếu tố khác thì không, mặc dù chúng cần thiết cho sinh vật. Các yếu tố giới hạn có thể là vật lý, hoá học hoặc sinh học. Yếu tố giới hạn cũng gây ra sự cạnh tranh giữa các cá thể của một quần thể loài. Ví dụ, không gian phân bố là một yếu tố giới hạn. Nhiều động vật săn mồi và con mồi cần một khoảng không gian nhất định để sinh tồn: thức ăn, nước và các nhu cầu sinh học khác. Nếu mật độ quần thể của một loài quá cao, chúng tăng cường cạnh tranh cho những nhu cầu đó. Do đó, các yếu tố giới hạn đảm bảo ổn định kích thước quần thể ở mức thích hợp với khu vực phân bố, qua đó, một số cá thể phải tìm kiếm triển vọng tốt hơn ở nơi khác (phải di cư) còn một số khác ở lại và có thể chết (bị đào thải).
- Trong một quần xã, các yếu tố giới hạn thường gặp là loài chủ chốt trong quần xã, vật săn mồi và kẻ thù nói chung, tổng số nguồn năng lượng cung cấp cho quần xã đó, không gian sống và nguồn thức ăn có thể cung cấp (xem hình).
- Một số nhân tố sinh thái có khi chẳng có tác động gì, nhưng khi môi trường biến đổi lại trở nên rất quan trọng. Chẳng hạn ở một số hệ sinh thái thảo nguyên đã nghiên cứu được công bố vào năm 2017, thì natri (một nguyên tố vi lượng) thường không có tác dụng gì, nhưng khi kết hợp với nitơ và phosphor (các nguyên tố đa lượng) thì thể hiện những tác động tích cực cho hệ sinh thái này.[10]